# Fredrik Kjølner
Fredrik Kjølner (Nøtterøy, 22 aprile 1970) è un ex calciatore norvegese, di ruolo difensore.

## Carriera

### Club
Kjølner iniziò la carriera con la maglia dell'Eik-Tønsberg. Fu poi ingaggiato dal Vålerenga ed in seguito dal Molde. Passò poi al Bodø/Glimt, per cui esordì il 16 maggio 2001: fu titolare nel successo per 1-0 sul Tromsø. Rimase in squadra fino alla fine del campionato 2005, quando il Bodø/Glimt retrocesse nell'Adeccoligaen.
Kjølner firmò per il Sandefjord. Esordì il 9 aprile 2006, nel pareggio a reti inviolate contro lo Stabæk. Nel 2009 passò al Tønsberg.